# Montauban-de-Picardie
 Montauban-de-Picardie  es una población y comuna francesa, en la región de Picardía, departamento de Somme, en el distrito de Péronne y cantón de Combles.

## Demografía
| 224 | 215 | 183 | 176 | 186 | 197 |
| Para los censos de 1962 a 1999 la población legal corresponde a la población sin duplicidades (Fuente: INSEE [Consultar]) |     |     |     |     |     |